# Брати по крові (фільм)
«Брати по крові» — фільм-вестерн Вернера В. Воллрота з Гойко Мітічем та Діном Рідом в головних ролях. 

На російську мову фільм дубльований на Київській кіностудії ім. О. Довженка (радянський прокат).

## Сюжет
Американські війська зігнали плем'я шайєннів з родючих земель Колорадо. Згодом в штаті Монтана були знайдені поклади золота. Натовпи авантюристів та золотошукачів кинулись туди через землі шайєннів. Серед них і дезертир Гармоніка. Рятуючи життя індіанки, він потрапляє в полон до індіанців. Там він стає чоловіком прекрасної індіанки та знаходить кровного брата — вождя шайєннів на ім'я Тверда Скеля і разом з ним очолює повстання проти американців.[джерело?]

## В ролях
- Дін Рід — Гармоніка (для радянського прокату дублював актор Віталій Дорошенко)
- Гойко Мітіч — Тверда Скеля (для радянського прокату дублював актор Павло Морозенко)
- Гізела Фрейденберг — Ренкіц (для радянського прокату дублювала актриса Валентина Гришокіна)
- Йорг Панкін — Джо (для радянського прокату дублював актор Вілорій Пащенко)
- Тома Дімітріу — Гроєр Елх
- Юріє Даріє — Білл Сіммонс (для радянського прокату дублював актор Геннадій Болотов)
- Єлена Середа — Дік Фрау
- Корнел Іспас — Фред (для радянського прокату дублював актор Валентин Черняк)